# Asteranthe
Asteranthe is een geslacht uit de familie Annonaceae. De soorten uit het geslacht komen voor in oostelijk tropisch Afrika.

## Soorten
- Asteranthe asterias (S.Moore) Engl. & Diels
- Asteranthe lutea Vollesen